# Valtířov
Valtířov (německy Waltirsche) je vesnice, část obce Velké Březno v okrese Ústí nad Labem. Nachází se asi 2 km na severozápad od Velkého Března. Prochází tudy železniční trať Ústí nad Labem – Děčín. V roce 2001 zde trvale žilo 486 obyvatel.
Valtířov leží v katastrálním území Valtířov nad Labem o rozloze 1,44 km².

## Historie
První písemná zmínka pochází z roku 1352.

## Obyvatelstvo
Při sčítání lidu v roce 1921 zde žilo 485 obyvatel (z toho 237 mužů), z nichž bylo 121 Čechoslováků, 339 Němců a 25 cizinců. Kromě sedmi evangelíků, čtyř členů nezjišťovaných církví a 56 lidí bez vyznání se ostatní hlásili k římskokatolické církvi. Podle sčítání lidu z roku 1930 měla vesnice 576 obyvatel: 153 Čechoslováků, 403 Němců, jednoho příslušníka jiné národnosti a devatenáct cizinců. Kromě římskokatolické většiny ve vsi žilo sedm evangelíků, jedenáct členů církve československé a 103 lidí bez vyznání.
|                                | 1869 | 1880 | 1890 | 1900 | 1910 | 1921 | 1930 | 1950 | 1961 | 1970 | 1980 | 1991 | 2001 | 2011 |
| ------------------------------ | ---- | ---- | ---- | ---- | ---- | ---- | ---- | ---- | ---- | ---- | ---- | ---- | ---- | ---- |
| Obyvatelé                      | 126  | 164  | 215  | 560  | 709  | 687  | 905  | 655  | 649  | 558  | 490  | 422  | 486  | 600  |
| Domy                           | 24   | 24   | 27   | 43   | 49   | 55   | 98   | 115  | 109  | 107  | 104  | 119  | 129  | 169  |
| Včetně zrušené osady Nový Les. |      |      |      |      |      |      |      |      |      |      |      |      |      |      |

## Pamětihodnosti
- Kostel svatého Václava
- Sloup se sousoším Čtrnácti svatých Pomocníků přemístěný ze zaniklých Čachovic[8]
- Hrobka Chotků (Thunů) z roku 1869
- Lehké opevnění vzor 37 – ve vesnici se podél řeky Labe nachází několik vojenských opevnění tzv. řopíků. Jeden je veřejně přístupný jako muzeum.